# 23-тя гвардійська мотострілецька дивізія (СРСР, II формування)
23-тя гвардійська мотострілецька Бранденбурзька ордена Леніна Червонопрапорна ордена Суворова дивізія (23 гв. МСД, в/ч 06715) — військове з'єднання мотострілецьких військ Радянської армії, яке існувало у 1957—1992 роках. Дивізія створена 25 червня 1957 року, як 25-та гвардійська мотострілецька дивізія на основі 31-ї гвардійської механізованої дивізії у місті Кіровобад, Азербайджанська РСР. Дивізія мала статус кадрованої, тому була укомплектована особовим складом і технікою лише на 20 % (2400 осіб) від штатної чисельності. Від 17 листопада 1964 року перейменована на 23-тю гвардійську мотострілецьку дивізію. Розформована в липні 1992 року.

## Історія
Створена 25 червня 1957 року, як 25-та гвардійська мотострілецька дивізія на основі 31-ї гвардійської механізованої дивізії у місті Кіровобад, Азербайджанська РСР.
Реорганізація від 19 лютого 1962 року:
- створено 347-й окремий ремонтно-відновлювальний батальйон
- створено 958-й окремий ракетний дивізіон

Від 17 листопада 1964 року перейменована на 23-тю гвардійську мотострілецьку дивізію.
У 1968 році 773-й окремий гвардійський саперний батальйон було переформовано на 773-й окремий гвардійський інженерно-саперний батальйон.
У 1972 році 000 окрема рота хімічного захисту була розгорнута на 622-й окремий батальйон хімічного захисту.
Реорганізація від 15 листопада 1972 року:
- створено 000 окремий протитанковий артилерійський дивізіон
- створено 00 окремий гвардійський реактивний артилерійський дивізіон — включений до артилерійського полку від травня 1980

У 1980 році 000 окремий моторизований транспортний батальйон було переформовано на 1543-й окремий батальйон матеріального забезпечення.
У серпні 1990 року 1057-й зенітний ракетний полк було розформовано, та заміщено на 1041-й зенітний ракетний полк, зі складу 75-ї мотострілецької дивізії.
Розформована в липні 1992 року, після того як була змушена передати все озброєння Азербайджану — традиції, нагороди та відзнаки були передані 13-й мотострілецькій дивізії.

## Структура
Протягом історії з'єднання його структура та склад неодноразово змінювались.

### 1960
- 366-й гвардійський мотострілецький полк (Степанакерт, Азербайджанська РСР)
- 368-й гвардійський мотострілецький полк (Кіровобад, Азербайджанська РСР)
- 370-й гвардійський мотострілецький полк (Кіровобад, Азербайджанська РСР)
- 131-й гвардійський танковий полк (Кіровобад, Азербайджанська РСР)
- 1071-й артилерійський полк (Кіровобад, Азербайджанська РСР)
- 1057-й зенітний артилерійський полк (Кіровобад, Азербайджанська РСР)
- 768-й окремий розвідувальний батальйон (Кіровобад, Азербайджанська РСР)
- 773-й окремий гвардійський саперний батальйон (Кіровобад, Азербайджанська РСР)
- 220-й окремий гвардійський батальйон зв'язку (Кіровобад, Азербайджанська РСР)
- 000 окрема рота хімічного захисту (Кіровобад, Азербайджанська РСР)
- 642-й окремий санітарно-медичний батальйон (Кіровобад, Азербайджанська РСР)
- 000 окремий моторизований транспортний батальйон (Кіровобад, Азербайджанська РСР)

### 1970
- 366-й гвардійський мотострілецький полк (Степанакерт, Азербайджанська РСР)
- 368-й гвардійський мотострілецький полк (Кіровобад, Азербайджанська РСР)
- 370-й гвардійський мотострілецький полк (Кіровобад, Азербайджанська РСР)
- 131-й гвардійський танковий полк (Кіровобад, Азербайджанська РСР)
- 1071-й артилерійський полк (Кіровобад, Азербайджанська РСР)
- 1057-й зенітний артилерійський полк (Кіровобад, Азербайджанська РСР)
- 958-й окремий ракетний дивізіон (Кіровобад, Азербайджанська РСР)
- 768-й окремий розвідувальний батальйон (Кіровобад, Азербайджанська РСР)
- 773-й окремий гвардійський інженерно-саперний батальйон (Кіровобад, Азербайджанська РСР)
- 220-й окремий гвардійський батальйон зв'язку (Кіровобад, Азербайджанська РСР)
- 000 окрема рота хімічного захисту (Кіровобад, Азербайджанська РСР)
- 347-й окремий ремонтно-відновлювальний батальйон (Кіровобад, Азербайджанська РСР)
- 642-й окремий санітарно-медичний батальйон (Кіровобад, Азербайджанська РСР)
- 000 окремий моторизований транспортний батальйон (Кіровобад, Азербайджанська РСР)

### 1980
- 366-й гвардійський мотострілецький полк (Степанакерт, Азербайджанська РСР)
- 368-й гвардійський мотострілецький полк (Кіровобад, Азербайджанська РСР)
- 370-й гвардійський мотострілецький полк (Кіровобад, Азербайджанська РСР)
- 131-й гвардійський танковий полк (Кіровобад, Азербайджанська РСР)
- 1071-й артилерійський полк (Кіровобад, Азербайджанська РСР)
- 1057-й зенітний ракетний полк (Кіровобад, Азербайджанська РСР)
- 958-й окремий ракетний дивізіон (Кіровобад, Азербайджанська РСР)
- 000 окремий протитанковий артилерійський дивізіон (Кіровобад, Азербайджанська РСР)
- 768-й окремий розвідувальний батальйон (Кіровобад, Азербайджанська РСР)
- 773-й окремий гвардійський інженерно-саперний батальйон (Кіровобад, Азербайджанська РСР)
- 220-й окремий гвардійський батальйон зв'язку (Кіровобад, Азербайджанська РСР)
- 622-й окремий батальйон хімічного захисту (Кіровобад, Азербайджанська РСР)
- 347-й окремий ремонтно-відновлювальний батальйон (Кіровобад, Азербайджанська РСР)
- 642-й окремий медичний батальйон (Кіровобад, Азербайджанська РСР)
- 1543-й окремий батальйон матеріального забезпечення (Кіровобад, Азербайджанська РСР)

### 1988
- 366-й гвардійський мотострілецький полк (Степанакерт, Азербайджанська РСР)
- 368-й гвардійський мотострілецький полк (Кіровобад, Азербайджанська РСР)
- 370-й гвардійський мотострілецький полк (Кіровобад, Азербайджанська РСР)
- 131-й гвардійський танковий полк (Кіровобад, Азербайджанська РСР)
- 1071-й артилерійський полк (Кіровобад, Азербайджанська РСР)
- 1057-й зенітний ракетний полк (Кіровобад, Азербайджанська РСР)
- 958-й окремий ракетний дивізіон (Кіровобад, Азербайджанська РСР)
- 000 окремий протитанковий артилерійський дивізіон (Кіровобад, Азербайджанська РСР)
- 768-й окремий розвідувальний батальйон (Кіровобад, Азербайджанська РСР)
- 773-й окремий гвардійський інженерно-саперний батальйон (Кіровобад, Азербайджанська РСР)
- 220-й окремий гвардійський батальйон зв'язку (Кіровобад, Азербайджанська РСР)
- 622-й окремий батальйон хімічного захисту (Кіровобад, Азербайджанська РСР)
- 347-й окремий ремонтно-відновлювальний батальйон (Кіровобад, Азербайджанська РСР)
- 642-й окремий медичний батальйон (Кіровобад, Азербайджанська РСР)
- 1543-й окремий батальйон матеріального забезпечення (Кіровобад, Азербайджанська РСР)

## Розташування
- Штаб (Кіровобад): 40 40 36N, 46 22 57E
- Кіровобадські казарми: 40 40 32N, 46 22 49E — спільне розміщення з частинами 104-ї гвардійської повітрянодесантної дивізії — ангари для техніки на півдні ще досі видно
- Степанакертські казарми: 39 48 43N, 46 44 47E
- Нахічеванські казарми: 39 13 34N, 45 24 18E (1041-й зенітний ракетний полк від серпня 1990)

## Оснащення
Оснащення на 19.11.90 (за умовами УЗЗСЄ):
- 366-й гвардійський мотострілецький полк: 13 Т-72, 41 БМП-2, 72 БМП-1, 5 БРМ-1К, 2 БТР-70, 12 122-мм гаубиця Д-30, 4 ПМ-38, 2 БМП-1КШ, 1 Р-145БМ, 1 МТП, 6 БРЕМ-2, 1 МТУ-20 та 15 МТ-ЛБТ
- 368-й гвардійський мотострілецький полк: 10 Т-72, 46 БТР-70, 4 БТР-60, 2 БМП-1, 2 БРМ-1К, 12 122-мм гаубиця Д-30, 2 Р-145БМ та 15 МТ-ЛБТ
- 370-й гвардійський мотострілецький полк: 7 Т-72, 2 БМП-1, 2 БРМ-1К, 2 БТР-60, 12 122-мм гаубиця Д-30, 2 БТР-50ПУМ, 3 Р-145БМ та 2 МТУ-20
- 131-й гвардійський танковий полк: 31 Т-72, 25 Т-54, 6 БМП-2, 10 БМП-1, 5 БРМ-1К, 1 МТ-55А та 2 МТУ-20
- 1071-й артилерійський полк: 38 122-мм гаубиця Д-30, 14 БМ-21 «Град» та 1 ПРП-3
- 1041-й зенітний ракетний полк: ЗРК «Куб» (SA-6) та 1 Р-145БМ
- 768-й окремий розвідувальний батальйон: 1 Р-145БМ
- 220-й окремий гвардійський батальйон зв'язку: 7 Р-145БМ